# Kraczkiwka
Kraczkiwka (ukr. Крачківка, pol. hist. Kraczkówka) – wieś na Ukrainie, w obwodzie czerkaskim, w rejonie humańskim. W 2001 roku liczyła 799 mieszkańców.
W drugiej połowie XIX wieku Wincenty Kozakowski wybudował we wsi pałac w stylu neogotyckim.